# 分散アーチ

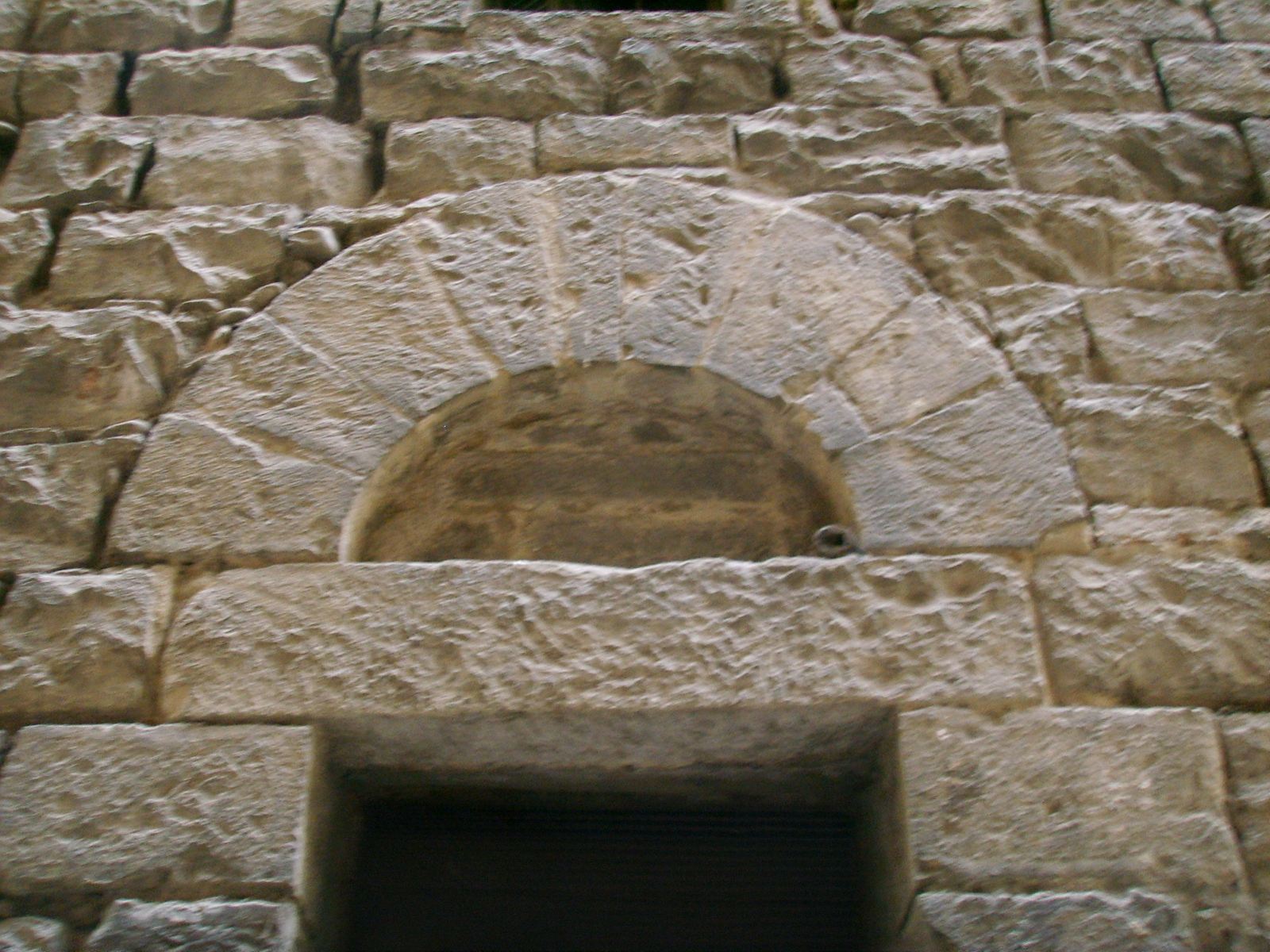
まぐさ石上の分散アーチ（13世紀、フィレンツェの塔の扉）

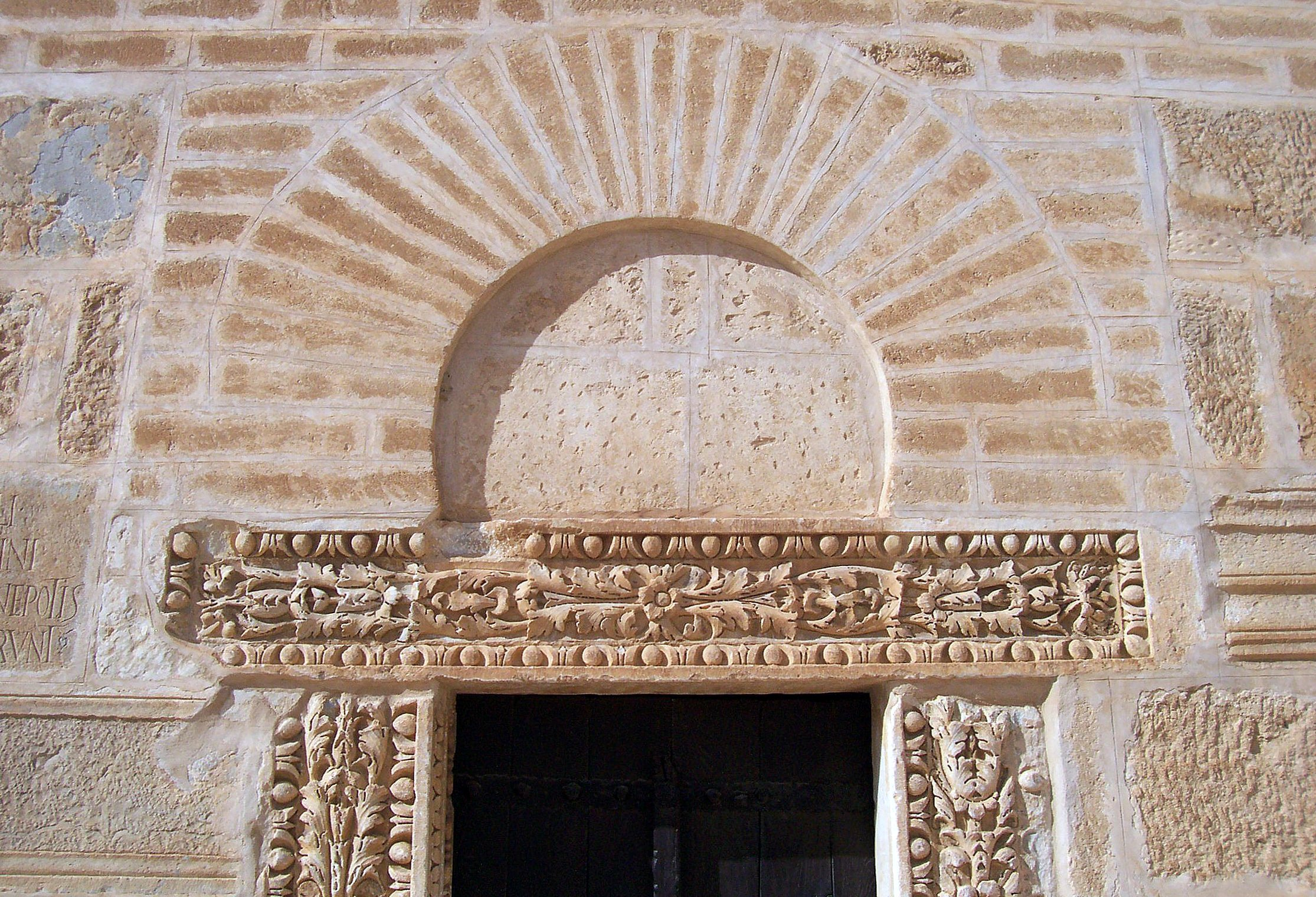
チュニジア、ケルアンの大モスク（あるいはアクバのモスク）入り口に見える分散アーチ

窓枠上のレリーフアーチとしての分散アーチ。

分散アーチ（ぶんさんアーチ、Discharging_arch）またはリリーフアーチ（relieving arch）は、まぐさ石やアーキトレーブの上に造られるアーチで、上部にかかる重量を分散させるために造られる。

## 歴史
最も古い例は大ピラミッドにあり、墓への通路入り口のまぐさ石の上にある。ミケーネにある獅子の門 (建築)やアトレウスの宝庫にも重量分散の目的で同じ技法が使われており、ギリシアの他の例でも、石が水平に積み重ねられ、一方が他方の上に突き出して、入り口のまぐさ石の上に三角形の空洞を形成している。古代ローマ帝国のパンテオンのポルチコ内部にも、このようなアーチがある。スプリトのディオクレティアヌス宮殿の黄金の門では、半円形の分散アーチが建築の象徴として採用され、繰形で装飾された。同じことが2世紀のパレスチナのシナゴーグにも見られ、後にはビザンティン建築にも見られる、アーキトレーブの上のアーチボルトは、この様式の特徴のひとつである。ローマの初期キリスト教教会では、列柱が身廊と通路を仕切っており、アーキトレーブのすぐ上のフリーズに分散アーチが回されている。

## 建築構造上の特徴
古代ローマ帝国では首都の巨大な成長により、建築家たちは大きな規模の建造物を建設することを余儀なくされたが、これまでの技術では対応できなかった。そこで彼らは、梁とは異なり、レンガや石では適さない大きな牽引力を必要としないアーチに頼った。 

### 分散アーチを採用する目的
分散アーチは常に2つの目的を果たしている。1つは強度の低い部材で構築された壁への荷重を軽減すること、もう1つは開口部への荷重を軽減することであった。このため、レンガと石で作られる低予算の教会や中世の寺院の壁で、分散アーチを見ることは珍しいことではない。なぜなら、このアーチは耐荷重性能の低い材料の使用を可能にしたためである。主要なファサードなどの代表的なエリア、またはコーナーなどの構造の最もデリケートな部分に経済的努力を集中させる。 また、ギリシャやローマの美学への回帰である新古典主義建築でも頻繁に使用され、当時と同じ空間を広げる目的で使用された。 開口部に分散アーチを使用することで、まぐさ石の支持重量が軽減され、開口部を広く確保できる。

## 建築意匠上の特徴
分散アーチは建築構造技術上は有用な技術であるが、意匠の観点からはエレガントではないため、最も象徴的な建物では、その使用は漆喰、または石漆喰による最終仕上げの陰に隠されていた。

## 現代建築での採用
19 世紀半ばから普及しはじめた鉄鋼は、引張応力に耐える適切な建築材料として採用された。 それ以来、耐力壁の使用は放棄され、梁と柱のより効率的な構造が採用されたため、このタイプのアーチは今日では使用されなくなった。イタリアのロマネスク建築のブラインド・アーチや、最近ではドイツ、イタリア、スペインの 20 世紀ヨーロッパのファシスト建築のように、純粋に装飾目的で使用されることもある。

## ギャラリー

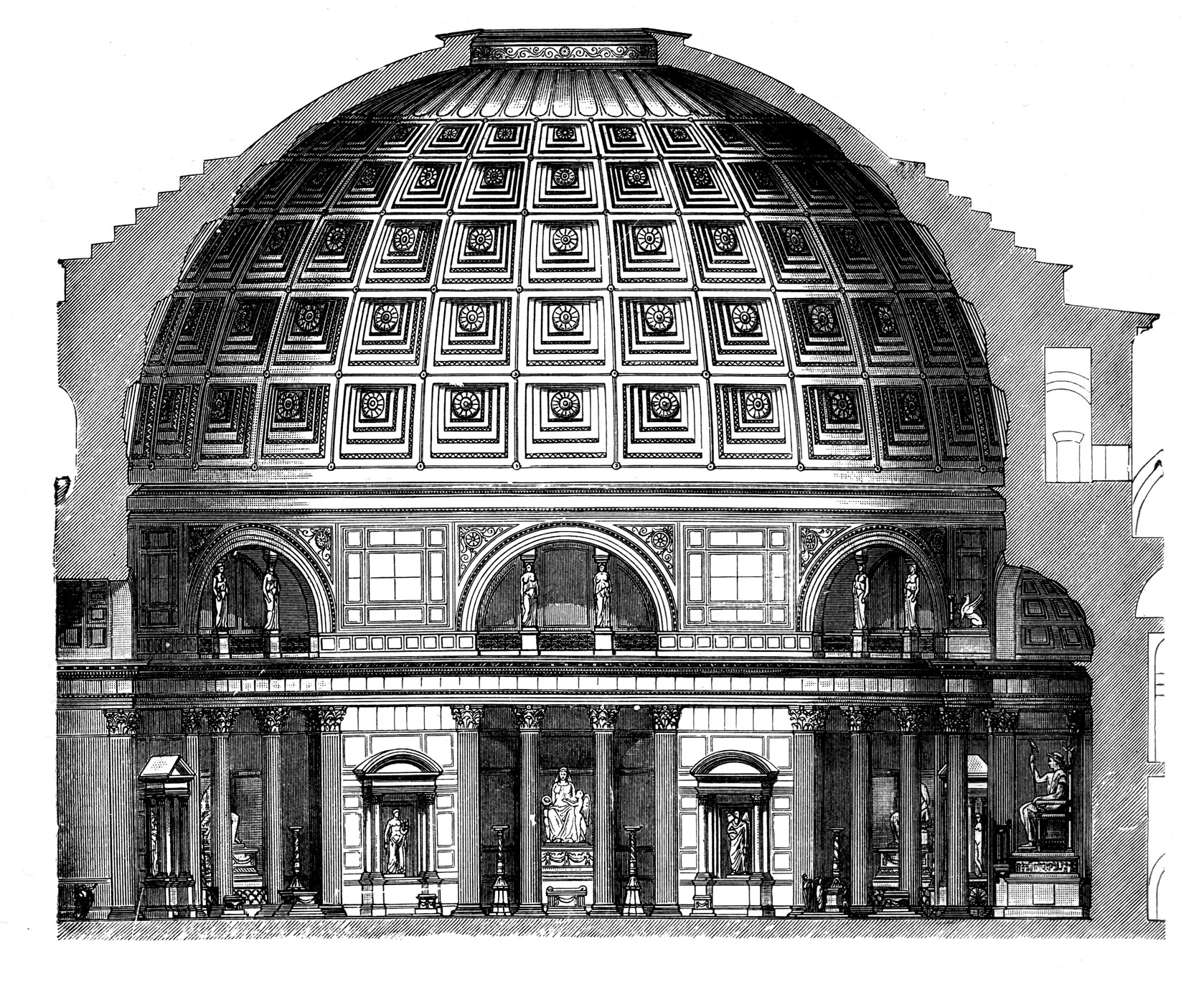
パンテオンの断面図、右側のアーチが見える
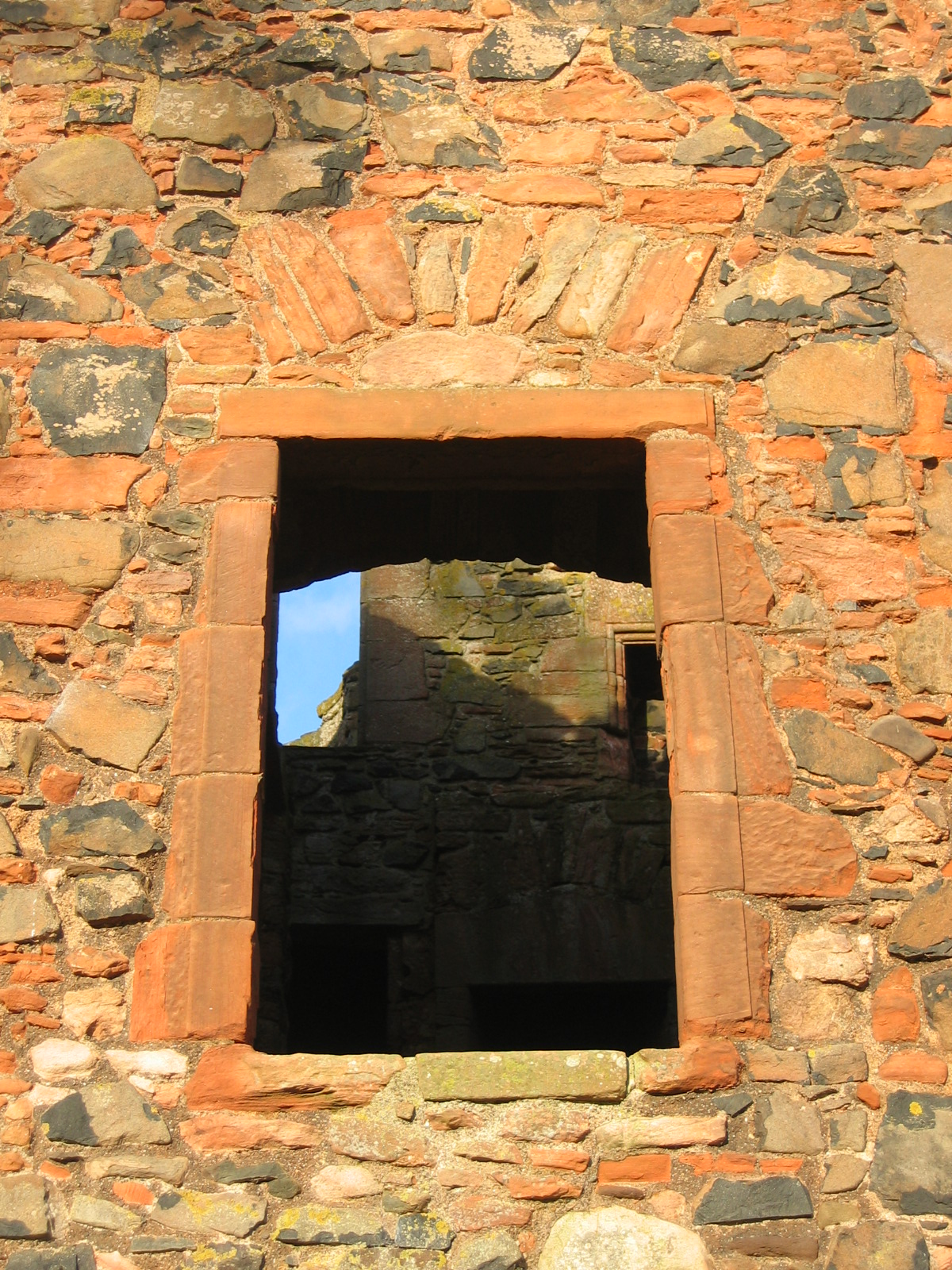
グリーンクノウ・タワー（英語版）に見られる分散アーチ
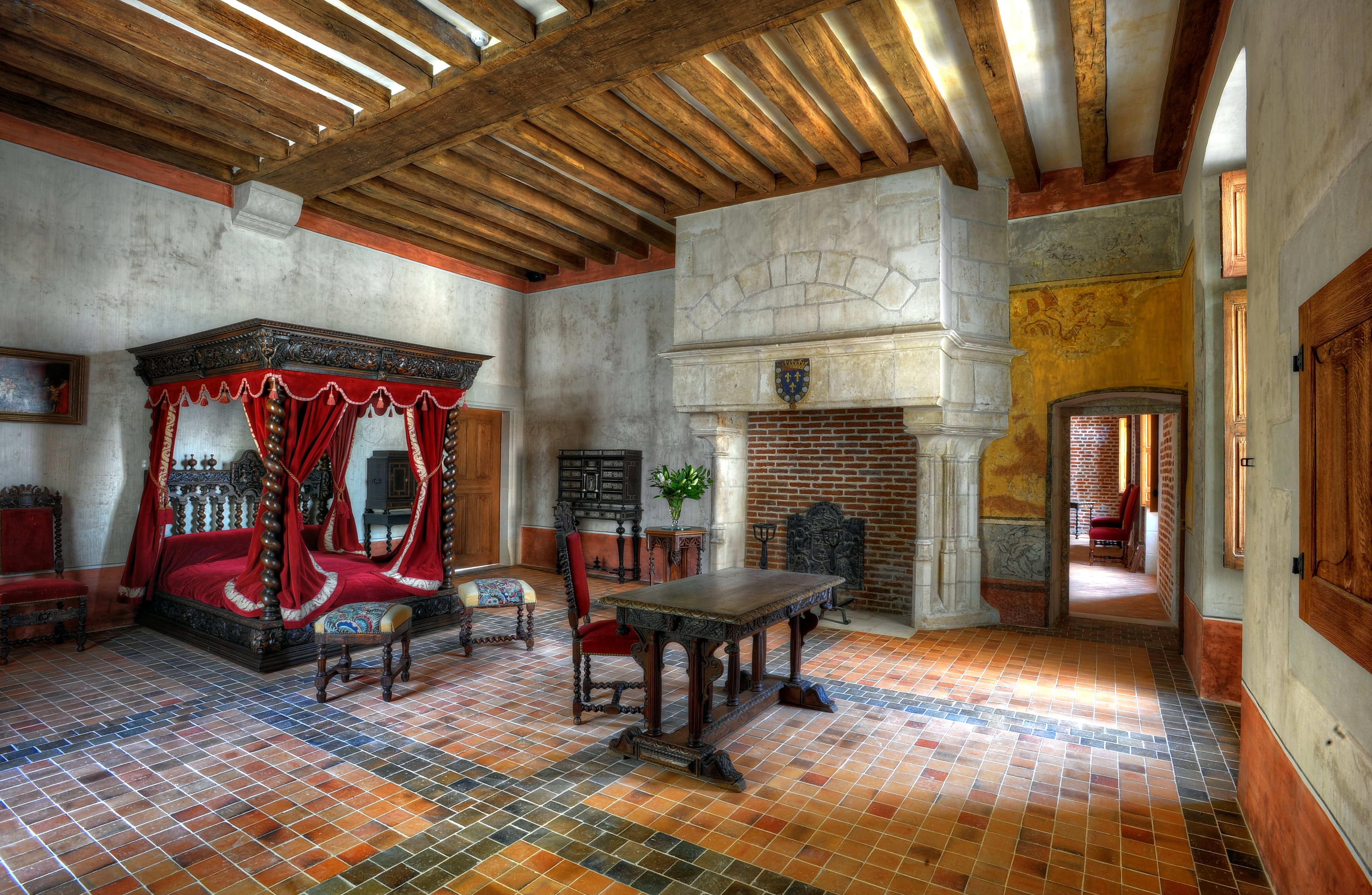
クロ・リュセ城のレオナルド・ダ・ヴィンチの部屋の暖炉の上にある分散アーチ
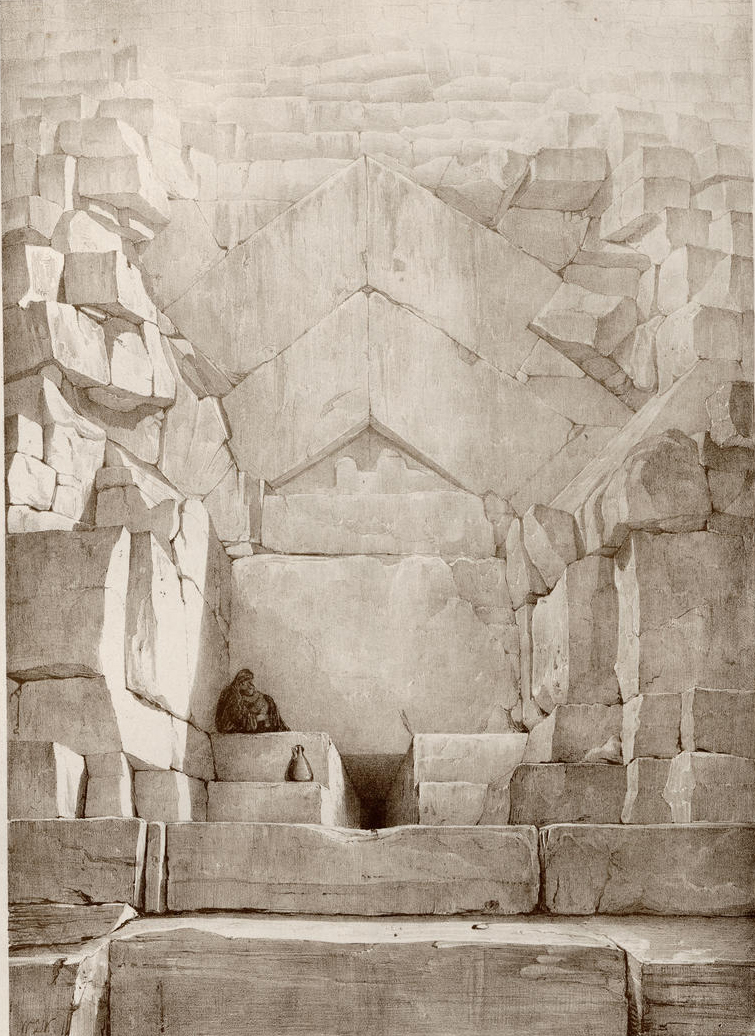
クフ王のピラミッドへの入り口、イラスト 1839年
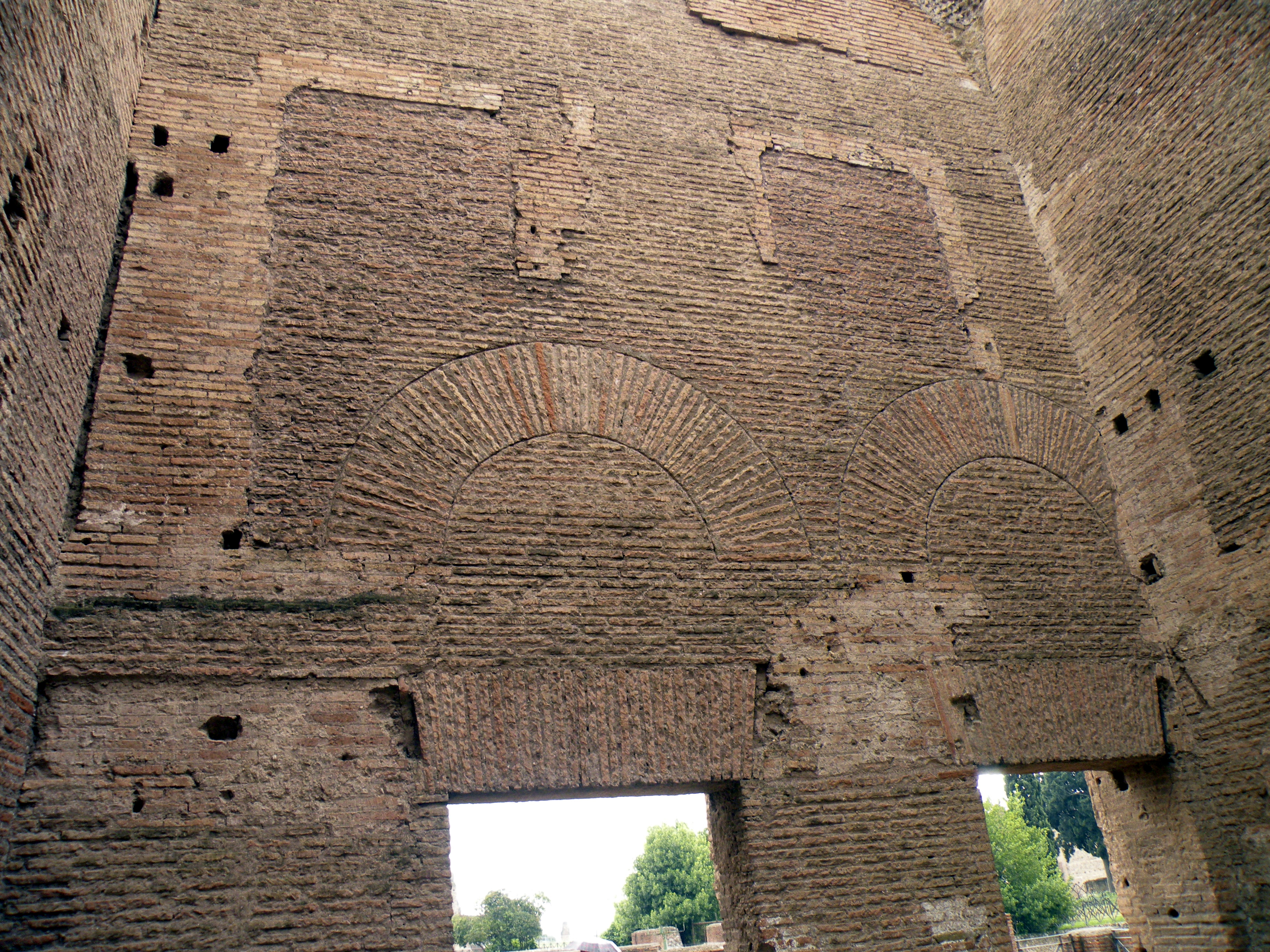
ローマのドムス・アウグスターナの壁のレリーフ アーチ
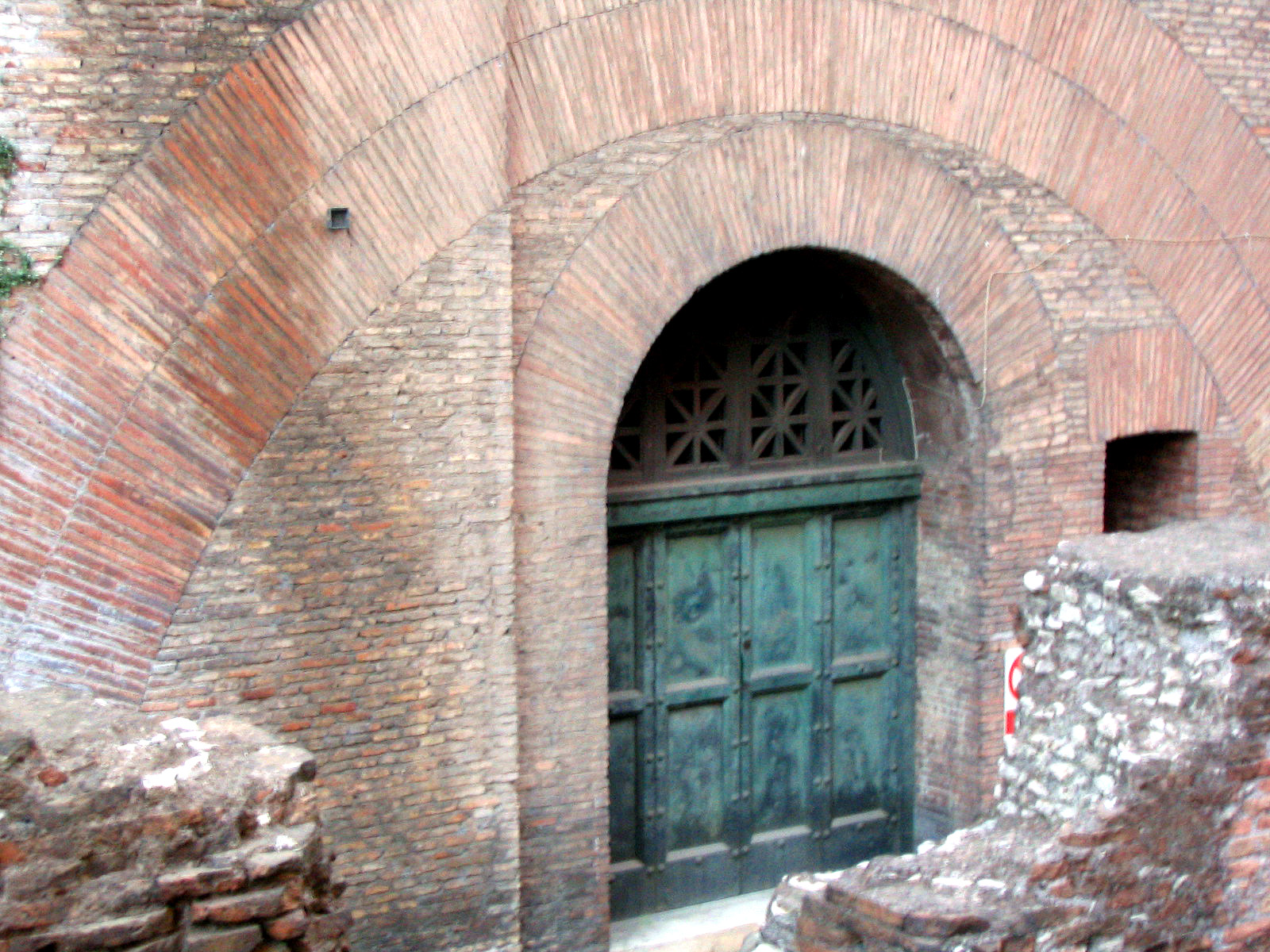
ローマのパンテオンの隣
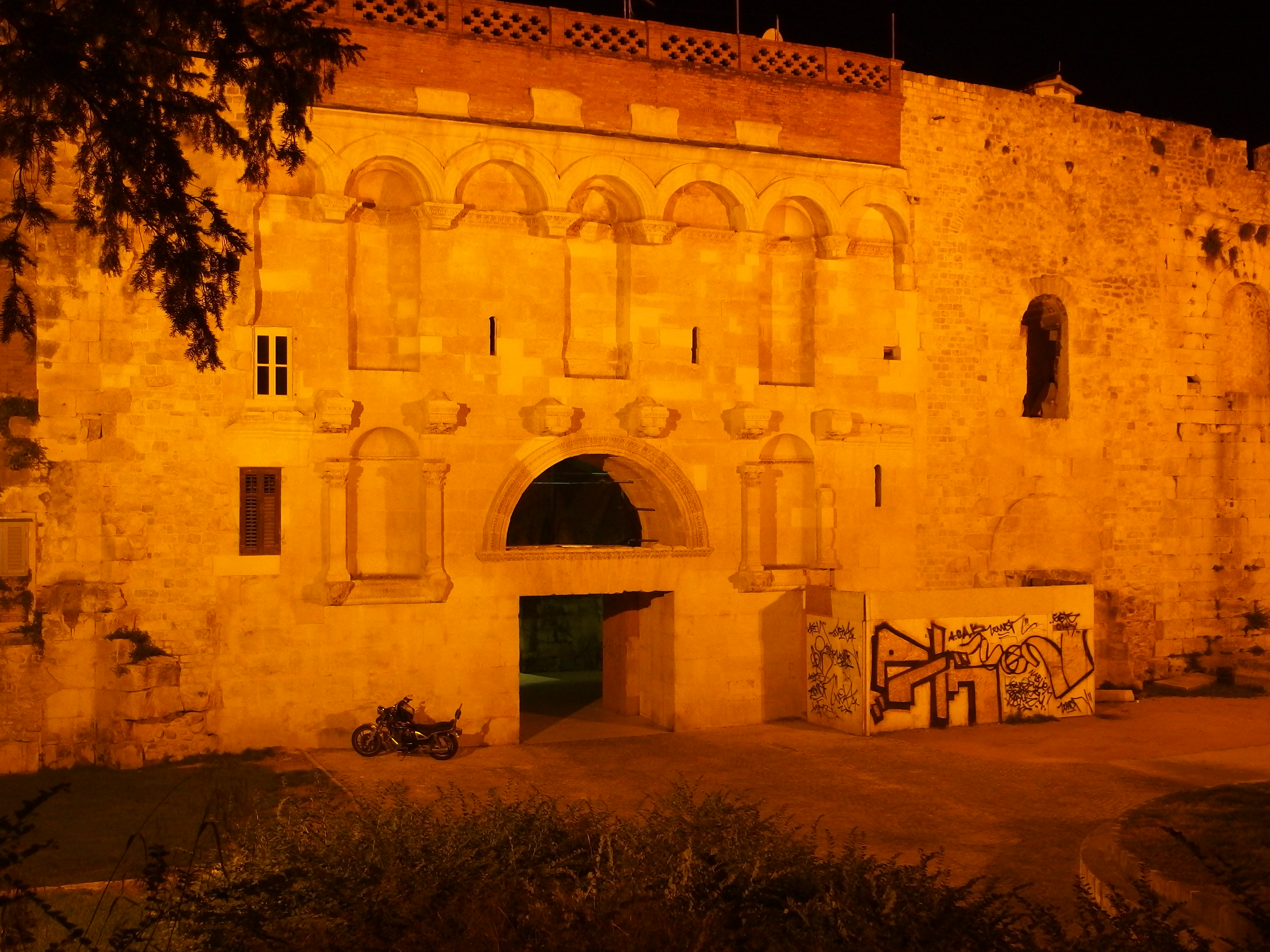
スプリトのディオクレティアヌス宮殿の黄金の門

ウジェーヌ・エマニュエル・ヴィオレ・ル・デュクの著書より
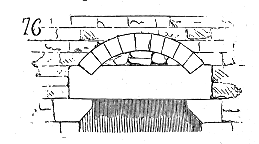
まぐさ石1個で支持
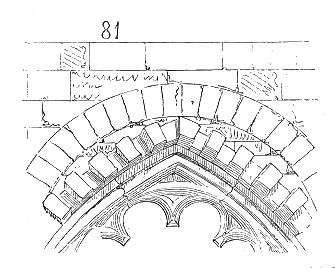
大聖堂の窓
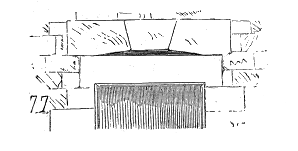
入り口

## 関連文献・資料
ウィキソースにある分散アーチに関する資料。『11世紀から16世紀までのフランス建築辞典』のうち第1巻「分散アーチ」の記事。
- フランス語：Dictionnaire raisonné de l’architecture française du XIe au XVIe siècle/Arc de décharge
- 英語翻訳版：Translation:Dictionary of French Architecture from the 11th to 16th Century/Volume 1/Discharging arch